# 제이디 스미스

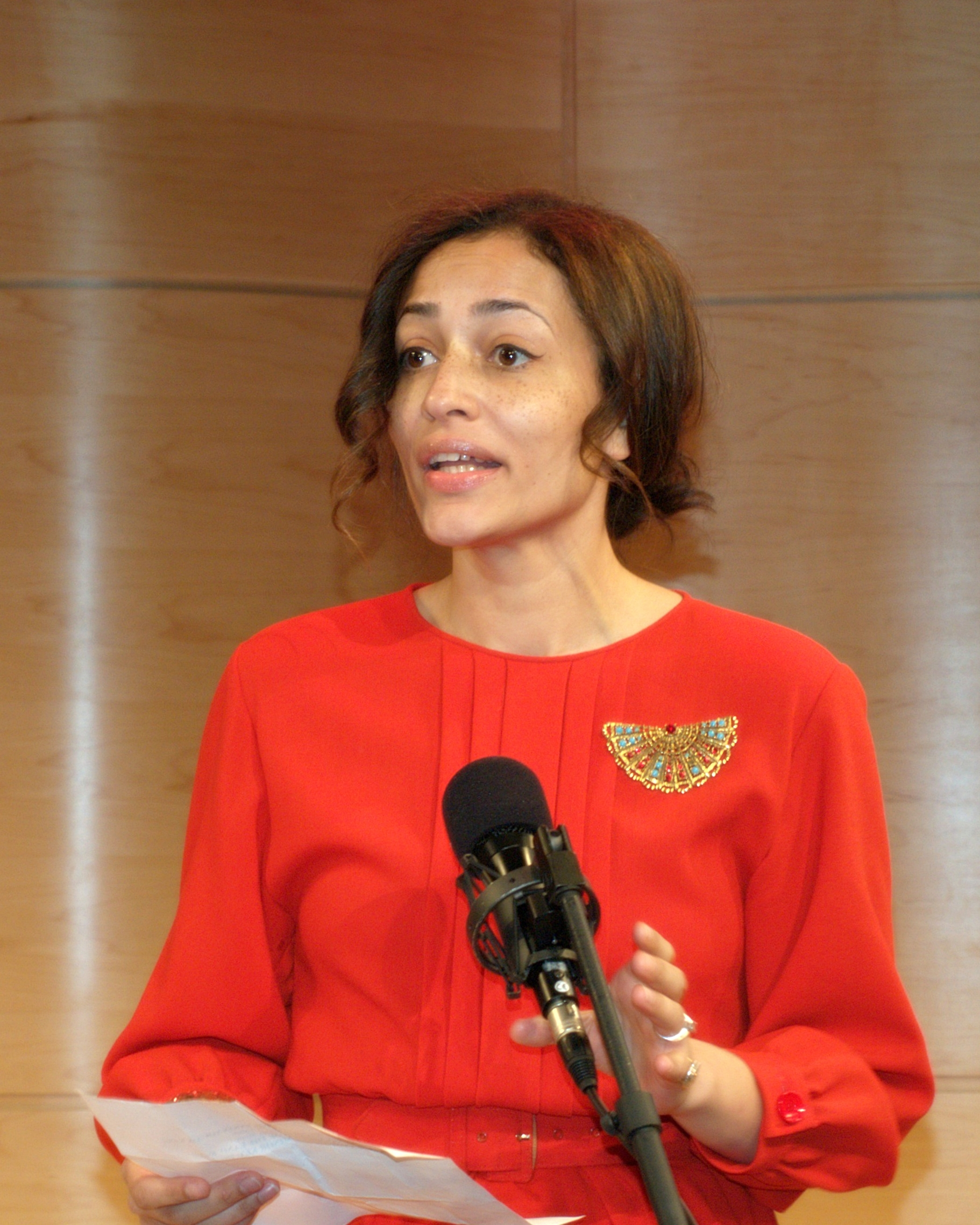

제이디 스미스(Zadie Smith, 1975년 10월 25일 ~)은 영국의 소설가, 수필가, 단편 작가이다. 그녀의 데뷔 소설 , White Teeth (2000)는 즉시 베스트셀러가 되었고 여러 상을 수상했다. 그녀는 2010년 9월부터 New York University의 Creative Writing 교수진에서 종신 교수로 재직하고 있다.

데뷔 소설 White Teeth는 완성되기 전에 1997년에 출판계에 소개되었다. 부분 원고를 기반으로 Hamish Hamilton 이 이겼던 권리 경매가 시작되었다.케임브리지 대학에서 마지막 해에 White Teeth를 마쳤다. 2000년에 출간된 이 소설은 즉시 베스트셀러가 되었고 많은 찬사를 받았다. 그것은 국제적으로 찬사를 받았고 제임스 테이트 블랙 기념상 포함하여 많은 상을 수상했다.
런던의 ICA에서 상주 작가로 근무한 후 편집자로서 이 역할의 정점으로 섹스 쓰기 선집인 Piece of Flesh를 출판했다.
두 번째 소설인 The Autograph Man 은 2002년에 출판되어 상업적인 성공을 거두었지만 비평가들에게는 White Teeth 만큼 좋은 평가를 받지는 못했다.